# 2-氟-5,5-二甲基-1,3,2-二氧磷杂环己烷-2-氧化物
2-氟-5,5-二甲基-1,3,2-二氧磷杂环己烷-2-氧化物（缩写：NPF）是一种有机磷酸酯，化学式为C5H10FO3P，它是一种神經性毒劑。它的效能作用较低，但性质稳定，起效时间有一定延迟，持续时间持久。